# Włodzimierz Słobodnik

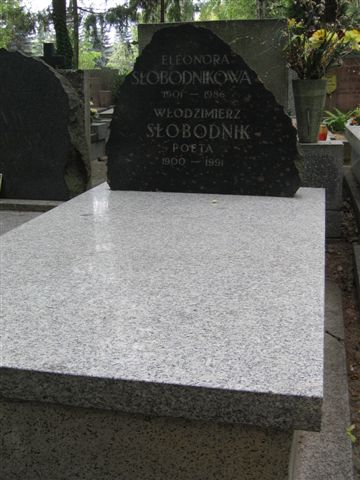
Grób Włodzimierza Słobodnika na Cmentarzu Wojskowym na Powązkach w Warszawie, 30 lipca 2006

Włodzimierz Słobodnik (ur. 6 września?/19 września 1900 w Nowoukraince, zm. 10 lipca 1991 w Warszawie) – polski poeta, tłumacz literatury francuskiej, rosyjskiej i radzieckiej, satyryk, autor książek dla młodzieży, pochodzenia żydowskiego.

## Życiorys
Urodził się w rodzinie Grzegorza, kupca, i Marii z Gendrychów. Od 1902 mieszkał w Warszawie, gdzie uczęszczał do gimnazjum rosyjskiego, a następnie do polskiej szkoły Tadeusza Sierzputowskiego, którą ukończył w 1919. Studiował polonistykę na Uniwersytecie Warszawskim. W 1921 zadebiutował poetycko wierszem pt. Gwiazdośpiew, opublikowanym na łamach „Pam-Bam. Jednodniówka najmłodszych futurystów polskich”. W okresie dwudziestolecia międzywojennego był członkiem grupy literackiej „Smok” założonej przez studentów Wolnej Wszechnicy Polskiej (1924), a od 1927 należał do grupy literackiej „Kwadryga” i współpracował z wydawanym przez nią czasopismem „Kwadryga” (1928–1931) oraz publikował w związanym z nią czasopiśmie satyrycznym „Czerwony Lew”. Swoje wiersze i przekłady z języka rosyjskiego i francuskiego publikował m.in. w „Robotniku” (1924–1932), „Skamandrze” (1925–1928), „Wiadomościach Literackich” (1926–1927), „Głosie Literackim” (1928–1930), „Gazecie Polskiej” (1929–1934), „Głosie Prawdy” (1929), „Płomyku” (1930–1935), „Kamenie” (1934–1937), „Okolicy Poetów”, „Lewarze” (1935–1936), „Lewym Torze” (1935), „Obliczu Dnia” (1936), „Sygnałach” (1938–1939).
W latach 1927–1929 był urzędnikiem Szpitala Miejskiego w Warszawie, w latach 1932–1939 prowadził w Warszawie czytelnię i wypożyczalnię książek „Literaria”. W 1932 został członkiem Związku Zawodowego Literatów Polskich (od 1949 Związku Literatów Polskich).
Po wybuchu II wojny światowej, w okresie od 1939–1941 przebywał we Lwowie gdzie nawiązał współpracę m.in. z dziennikiem „Czerwony Sztandar”. Utwory poetyckie publikował też w lwowskim „Almanachu Literackim”, „Prawdzie Wileńskiej” i mińskim „Sztandarze Wolności”. Współpracował z Państwowym Wydawnictwem Mniejszości Narodowych ZSRR. 17 września 1940 został członkiem Związku Radzieckich Pisarzy Ukrainy. W czerwcu 1941, po wybuchu wojny niemiecko-radzieckiej przedostał się przez Kijów i Ufę do Moskwy, gdzie współredagował „Nowe Widnokręgi”. W latach 1941–1945 przebywał w Ferganie (Uzbekistan), skąd nadsyłał do „Nowych Widnokręgów” wiersze i artykuły.
Od sierpnia 1945 do 1956 mieszkał w Łodzi, od 1957 w Warszawie. W 1956 wstąpił do PZPR. Tłumaczył z języka rosyjskiego (Michaił Lermontow, Walerij Briusow, Władimir Majakowski, Osip Mandelsztam) i francuskiego (Charles Baudelaire) i niemieckiego. Publikował swoje utwory poetyckie oraz przekłady głównie z języka rosyjskiego, m.in. w „Głosie Ludu” (1945–1949), „Kuźnicy” (1945–1949), „Odrodzeniu” (1945–1949), „Głosie Robotniczym” (1946–1956), „Przyjaźni” (1946–1965), „Robotniku” (1946–1948), „Expressie Ilustrowanym” (1947–1948; jako Stefan Krasnowski), w tygodnikach satyrycznych: „Mucha” (1947–1949; jako Polonus), „Szpilki” (od 1947; jako Fra Giacomo Rymgoboli), we „Wsi” (1948–1953, tu tłumaczenia wierszy z języka angielskiego, bułgarskiego, francuskiego, hiszpańskiego), w „Nowej Kulturze” (1950–1963), „Twórczości” (od 1950), „Życiu Literackim” (1951–1968), „Literaturze Radzieckiej” (1959–1975), „Stolicy” (1962–1965), „Poezji” (1966–1989), „Literaturze” (1972–1980), „Argumentach” (1974–1977, 1980–1989).
W 1932 jego żoną została Eleonora Mandeltort, tłumaczka literatury rosyjskiej i radzieckiej. 
Zmarł w Warszawie, pochowany na cmentarzu Wojskowym na Powązkach (kwatera A23-3-23).

## Twórczość
- Modlitwa o słowo (poezje; 1927)
- Cień skrzypka (poezje; 1929)
- Nowa muza (poezje; 1930)
- Spacer nad Wisłą (poezje; 1931)
- Pamięci matki (poezje; 1934)
- Wiersze 1922–1935 (1936)
- Niepokój wieczorny (poezje; 1937)
- Dom w Ferganie (poezje; Książka 1946)
- Jan Kiliński (poemat; Wici 1946)
- Poufne (poezje; Książka 1948)
- Mały bęben i wielki bęben (książka dla dzieci; Książka 1948)
- Poezje zebrane (Spółdzielnia Wydawnicza „Wiedza” 1948)
- Szopka i... kropka (widowisko; Książka i Wiedza 1950)
- Światła na trasie (poezje; Książka i Wiedza 1950)
- Nowe wiersze (Czytelnik 1952)
- Sonety o Wicie Stwoszu i trzy poematy (Czytelnik 1954)
- Mowa codzienna (poezje; Czytelnik 1956)
- Podróże wyimaginowane. Pod niebem wyobraźni (poezje; Wydawnictwo Łódzkie 1957)
- Ciężar ziemi (poezje; Państwowy Instytut Wydawniczy 1959)
- Bez figowego listka (satyry; seria: „Biblioteka Satyry”; Czytelnik 1959)
- Nowy wybór wierszy (Biblioteka Laureatów miasta Łodzi; Wydawnictwo Łódzkie 1959)
- Kamienny cień (poezje; Państwowy Instytut Wydawniczy 1960)
- O panu Igreku schowanym w szafie oraz inne ramotki (satyry; Wydawnictwo Łódzkie 1962)
- W cieniu syreny i wierzby (poezje; Ludowa Spółdzielnia Wydawnicza 1963)
- Listy z Paryża (poezje; Państwowy Instytut Wydawniczy 1964)
- Śpiew na dobranoc (poezje; Czytelnik 1965)
- Pięć śmiechów głównych (satyry; wespół z Jerzym Afanasjewem, Maciejem Józefem Kononowiczem, Horacym Safrinem i Janem Sztaudyngerem; Wydawnictwo Łódzkie 1967)
- Róża światła (poezje; Państwowy Instytut Wydawniczy 1967)
- Poezje wybrane (seria: „Biblioteka Poetów”; Ludowa Spółdzielnia Wydawnicza 1971)
- Wybór wierszy (Państwowy Instytut Wydawniczy 1971)
- Barwobranie (poezje; Wydawnictwo Łódzkie 1973)
- Odkrywanie dali (poezje; Czytelnik 1976)
- Poezje wybrane (wybór i wstęp: Anna Kamieńska; seria: „Biblioteka Poetów”; Państwowy Instytut Wydawniczy 1976)
- Wiersze wybrane (Czytelnik 1980, ISBN 83-07-00189-7)
- O zbójniku Janosiku, o siwku srebrnogrzywku i o pięknej cesarzowej (książka dla dzieci; ilustr. Adam Kilian; wydanie 3: Nasza Księgarnia 1982, ISBN 83-10-08171-5)
- Reszta światła (poezje; Państwowy Instytut Wydawniczy 1984, ISBN 83-06-01180-5)
- Włodzimierz Słobodnik: wybór poezji (oprac. graf.: Andrzej Heidrich; Czytelnik 1984, ISBN 83-07-01188-4)
- Czary-mary (utwory dla dzieci; ilustr. Marta Piwocka; Czytelnik 1986, ISBN 83-07-01160-4)
- Jesienny dzień (wspomnienia; Iskry 1986, ISBN 83-207-0846-X)
- Eleonora (poezje, fragmenty dziennika Eleonory Słobodnikowej; Iskry 1988, ISBN 83-207-1107-X)
- Rozmowa z otchłaniami (poezje; ilustr. Barbara Wróblewska-Bogoon; Wydawnictwo Literackie 1989, ISBN 83-08-01937-4)

## Przekłady (wybór)
- Konrad Rylejew, Wojnarowski (poemat; w przekł. z ros. Władysława Syrokomli (Kondratowicza); przekład uzup. Włodzimierz Słobodnik; wstępem i komentarzem opatrzył Leon Gomolicki; Zakład Narodowy im. Ossolińskich 1955)
- Anatolij Winogradow, Potępienie Paganiniego (1947; Książka i Wiedza 1949; Państwowy Instytut Wydawniczy 1962, 1964, 1968, Wydanie 7: Państwowy Instytut Wydawniczy, 1975; wydanie 8: Książka i Wiedza 1985, ISBN 83-05-11446-5)
- William Szekspir, Sonety i monologi (spektakl teatralny [TV]; wespół z Jerzym S. Sito, Romanem Brandstaetterem; Wybór tekstów: Adam Hanuszkiewicz; Reżyseria: Adam Hanuszkiewicz; premiera: 16 grudnia 1964)
- Lope de Vega, Nauczyciel tańców (spektakl teatralny [TV]; Reżyseria: Roman Sykała; premiera: 5 lutego 1967)
- Marina Cwietajewa, Próba miłości (spektakl teatralny [TV]; wespół z Jerzym Litwiniukiem, Andrzejem Mandalianem, Sewerynem Pollakiem; Scenariusz: Witold Dąbrowski (wybór i układ wierszy oraz wstęp); Reżyseria: Joanna Wiśniewska; premiera: 7 lutego 1973)

## Opracowania
- Bronisław Poletur, Polska od serca – do serca... (poezje; autor wstępu; Miejsce Piastowe: Wydawnictwo Towarzystwa Świętego Michała Archanioła 1932)
- Koźma Prutkow, Puch i pierze (satyry; seria: „Biblioteka Stańczyka”; Iskry 1962)
- Aleksander Błok, Poezje wybrane (autor wyboru i wstępu; seria: „Biblioteka Poetów”; Ludowa Spółdzielnia Wydawnicza 1969)
- Tadeusz Natanson, Pieśni egzotyczne: chór mieszany a capp. (partytura muzyczna; seria: „Polska Literatura Chóralna, 275”; słowa: Włodzimierz Słobodnik; tłumaczenie tekstów oryginalnych: Robert Stiller (z malajskiego); Polskie Wydawnictwo Muzyczne 1974, PWM 7564)
- Tadeusz Paciorkiewicz, Wycinanki z morskiej pianki: 5 pieśni na 3-głosowy chór dziecięcy i kwintet dęty (słowa: Włodzimierz Słobodnik; Wydawnictwo Muzyczne Agencji Autorskiej 1980)

## Ordery i odznaczenia
- Krzyż Oficerski Orderu Odrodzenia Polski (1967)[2]
- Krzyż Kawalerski Orderu Odrodzenia Polski (1953)[6]
- Medal 10-lecia Polski Ludowej (1955)[7][4]

## Nagrody
- III nagroda w konkursie literackim dziennika „Czerwony Sztandar” za opowiadanie Jabłka (1940)[2]
- Nagroda Miasta Łodzi – nagroda literacka im. Juliana Tuwima (1957)
- Nagroda literacka ZAiKS-u dla tłumaczy (1980)[8]
- Nagroda Ministra Kultury i Sztuki I stopnia (1981)
- Nagroda Polskiego PEN-Clubu za twórczość przekładową (1981)
- Nagroda Miasta Stołecznego Warszawy (1983)
- Nagroda im. Juliusza Słowackiego, przyznana przez Klub Poetów przy Oddziale Warszawskim ZLP (1986)